# Лубянка (Сокульський повіт)
Лубянка (пол. Łubianka) — село в Польщі, у гміні Янув Сокульського повіту Підляського воєводства.
Населення — 158 осіб (2011).
У 1975-1998 роках село належало до Білостоцького воєводства.

## Демографія
Демографічна структура станом на 31 березня 2011 року:
|          | Загалом | Допрацездатний вік | Працездатний вік | Постпрацездатний вік |
| -------- | ------- | ------------------ | ---------------- | -------------------- |
| Чоловіки | 80      | 13                 | 50               | 17                   |
| Жінки    | 78      | 20                 | 32               | 26                   |
| Разом    | 158     | 33                 | 82               | 43                   |